# 李香 (正德進士)
李香（1494年—1556年），字汝蘭，號澗山，江西袁州府分宜縣人，明朝政治人物。

## 生平
正德十一年（1516年）丙子科江西乡试第六十五名举人，十六年（1521年）中式辛巳科会试第二百一名，二甲第七十八名进士。授工部都水司主事，升刑部广西司员外郎，嘉靖五年（1526年）四月升广东按察司佥事，復除山东按察司佥事，十四年三月升山西按察司副使，十六年丁父忧，服阕，起補云南按察司副使，升山东按察使，二十三年九月升广西右布政使，二十四年正月升广西左布政使，復除广东左布政使，二十七年十一月升都察院右副都御史、巡抚四川，二十九年四月改任大理寺卿，三十年六月以赴任违限，革职閑住，归里卒，享年六十三岁。

## 家族
曾祖李志孚；祖父李煥；父李樞（1469年-1537年），字問方，别號隅軒，封工部都水司主事；母張氏。具慶下。弟李馥、李馨、李馤。